# 1843 год в науке
В 1843 году были различные научные и технологические события, некоторые из которых представлены ниже.

## Достижения человечества

### Открытия

#### Астрономия
- Генрих Швабе открыл цикличность изменения числа солнечных пятен.
- Джон Кауч Адамс выдвинул предположение, что отклонения орбиты Урана от расчётной вызваны наличием гипотетической восьмой планеты, вычислил орбиту этой планеты. Через три года его предположения были подтверждены открытием Нептуна.

#### Математика
- Пьер Альфонс Лоран вывел и доказал теорему о разложении функции комплексного переменного, аналитической в круговом кольце, в ряд, названный впоследствии его именем.
- Уильям Гамильтон открывает кватернионы и углубляется в их исследование.

#### Физика
- Майкл Фарадей экспериментально подтвердил закон сохранения электрического заряда[1].
- Дж. Джоуль определил механический эквивалент тепла.

#### Химия
- Карл Густав Мосандер впервые обнаружил эрбий и тербий.

### Изобретения
- Роберт Стирлинг и его брат Джеймс ввели в строй на заводе в Данди качественно новый тип теплового двигателя (двигатель Стирлинга).
- В Великобритании была проложена первая коммерческая телеграфная линия (между Паддингтоном и Слау.
- При строительстве первой линии Лондонского метрополитена под Темзой был проложен метротоннель — первый подводный тоннель в мире.
- Был спущен на воду пассажирский пароход SS Great Britain первый океанский лайнер, оснащённый гребным винтом.
- Ада Лавлейс написала первую программу (для аналитической машины Бэббиджа).
- Швейцарец Яков Кристоф Рад, управляющий сахарного завода в Дачице (Чехия), изобрёл сахар-рафинад в форме кубиков[2].

## Родились
- 12 июня — Дэвид Гилл, шотландский астроном (ум. 1914).
- 15 августа — Жюст Лукас-Шампионьер, французский учёный, врач-хирург. Один из основоположников французской антисептики (ум. 1913).
- 11 декабря — Роберт Кох, немецкий микробиолог (ум. 1910).

## Скончались
- 25 июля — Чарльз Макинтош, шотландский химик и изобретатель (род. 1766).
- 19 сентября — Гюстав Гаспар Кориолис, французский математик, известный теоремой об относительном движении (род. 1792).